# Synthecium megathecum
Synthecium megathecum är en nässeldjursart som beskrevs av Chantal Billard 1924. Synthecium megathecum ingår i släktet Synthecium och familjen Syntheciidae. Inga underarter finns listade i Catalogue of Life.